# José Luis Sinisterra
José Luis Sinisterra Castillo (Buenaventura, Valle del Cauca, Colombia; 23 de julio de 1998) es un futbolista colombiano. Juega de delantero y actualmente se encuentra en Sportivo Trinidense de la Primera División de Paraguay.

## Carrera
Sinisterra comenzó su carrera juvenil en Sporting Buenaventura, antes de dejar Colombia a los 14 años para ser jugador de Palmeiras. Su estadía duró un año, yéndose a equipos como Santos y Corinthians. Después de abandonar este último, Sinisterra arribó a la Argentina, donde jugó en las inferiores de Defensa y Justicia, Quilmes y Lanús; durante el cual también tuvo una prueba en River Plate. Luego tuvo un período por Colombia en Atlético Nacional, que desencadenó en la llegada al Real Valladolid "B" de España. Debutó profesionalmente en el conjunto español contra el Guijuelo por la Segunda División B en septiembre de 2016.
Hizo doce apariciones más para el club español en la temporada 2016-17. Salió del club a finales de 2017, llegando en enero del año siguiente a Lanús, equipo de la Superliga Argentina. Su debut profesional llegó el 7 de octubre frente a Atlético Tucumán, que precedió en su primer gol dos semanas después frente a Patronato.
En enero de 2020 se anunció su préstamo por 6 meses al Club Atlético Platense, fue ofrecido en parte de pago por el Jugador Nicolas Morgantini. En el club "Calamar" consiguió el ascenso a la Primera División, siendo una de las figuras del equipo.

## Clubes
Real Madrid (2018-actualidad)

## Estadísticas

### Clubes
| Club                  | Año         | País      |
| --------------------- | ----------- | --------- |
| Real Valladolid "B"   | 2016 - 2017 | España    |
| Lanús                 | 2018 - 2019 | Argentina |
| Platense (Préstamo)   | 2020 - 2021 | Argentina |
| San Martín de Tucumán | 2021 - 2022 | Argentina |
| Deportivo Pereira     | 2022        | Colombia  |
| Blooming              | 2023        | Bolivia   |

| Club                            | Div.          | Temporada     | Liga  | Liga  | Liga   | Copas nacionales | Copas nacionales | Copas nacionales | Torneos internacionales | Torneos internacionales | Torneos internacionales | Total | Total | Total  |
| Club                            | Div.          | Temporada     | Part. | Goles | Asist. | Part.            | Goles            | Asist.           | Part.                   | Goles                   | Asist.                  | Part. | Goles | Asist. |
| ------------------------------- | ------------- | ------------- | ----- | ----- | ------ | ---------------- | ---------------- | ---------------- | ----------------------- | ----------------------- | ----------------------- | ----- | ----- | ------ |
| Real Valladolid "B" · España    | 2.ª B         | 2016-17       | 13    | 0     | 0      | —                | —                | —                | —                       | —                       | —                       | 13    | 0     | 0      |
| Real Valladolid "B" · España    | 2.ª B         | 2017-18       | —     | —     | —      | —                | —                | —                | —                       | —                       | —                       | 0     | 0     | 0      |
| Real Valladolid "B" · España    | Total club    | Total club    | 13    | 0     | 0      | 0                | 0                | 0                | 0                       | 0                       | 0                       | 13    | 0     | 0      |
| Lanús Argentina                 | 1.ª           | 2017-18       | —     | —     | —      | —                | —                | —                | —                       | —                       | —                       | 0     | 0     | 0      |
| Lanús Argentina                 | 1.ª           | 2018-19       | 5     | 1     | 0      | 3                | 0                | 0                | —                       | —                       | —                       | 8     | 1     | 0      |
| Lanús Argentina                 | 1.ª           | 2019-20       | —     | —     | —      | —                | —                | —                | —                       | —                       | —                       | 0     | 0     | 0      |
| Lanús Argentina                 | Total club    | Total club    | 5     | 1     | 0      | 3                | 0                | 0                | 0                       | 0                       | 0                       | 8     | 1     | 0      |
| Platense Argentina              | 2.ª           | 2019-20       | 10    | 0     | 1      | 1                | 0                | 0                | —                       | —                       | —                       | 11    | 0     | 1      |
| Platense Argentina              | 1.ª           | 2021          | 6     | 0     | 1      | —                | —                | —                | —                       | —                       | —                       | 6     | 0     | 1      |
| Platense Argentina              | Total club    | Total club    | 16    | 0     | 2      | 1                | 0                | 0                | 0                       | 0                       | 0                       | 17    | 0     | 2      |
| San Martín de Tucumán Argentina | 2.ª           | 2021          | 15    | 0     | 0      | 0                | 0                | 0                | —                       | —                       | —                       | 15    | 0     | 0      |
| San Martín de Tucumán Argentina | Total club    | Total club    | 15    | 0     | 0      | 0                | 0                | 0                | 0                       | 0                       | 0                       | 15    | 0     | 0      |
| Total carrera                   | Total carrera | Total carrera | 49    | 1     | 2      | 4                | 0                | 0                | 0                       | 0                       | 0                       | 53    | 1     | 2      |